# Teslamètre

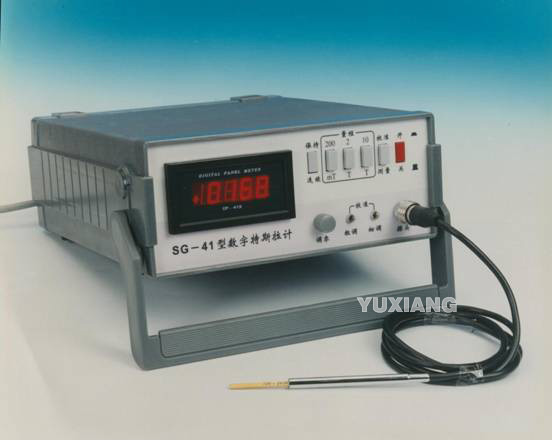
Teslamètre digital

Un teslamètre est un appareil de mesure sondant un champ magnétique et permettant d'en vérifier l'orientation. La sonde contient une cellule à effet Hall. L'appareil doit être réglé pour éliminer les perturbations dues aux champs magnétiques naturels (champ terrestre) ou environnants (dépendant du bâtiment dans lequel un champ à mesurer se trouve, par exemple).
Il doit son nom à l'ingénieur et physicien Nikola Tesla.